# Gízská nekropole
Gízská nekropole je archeologická lokalita starověku, nacházející se v Gíze, v blízkosti egyptského hlavního města Káhiry. Pohřebiště leží přibližně 9 km od historického centra Gízy a 25 km jihozápadně od Káhiry. Tomuto komplexu staroegyptských monumentů dominují tři pyramidové komplexy a Velká sfinga. Dále se zde nachází vesnice, nyní archeologických dělníků, a množství dalších hrobek. Pyramidy v Gíze jsou řazeny mezi Sedm divů světa a jsou zároveň jedinými stavbami z tohoto seznamu divů, které se dochovaly až do současnosti. V roce 1979 bylo staroegyptské hlavní město Mennofer zařazeno na seznam světového dědictví UNESCO společně s jeho přilehlými nekropolemi, včetně této v Gíze.

## Pyramidy a sfinga
Na Gízské plošině se nacházejí tři hlavní pyramidy: Cheopsova pyramida (známá též jako Velká pyramida), která je z nich největší, o něco menší Rachefova pyramida ležící několik desítek metrů jihozápadně a nejmenší Menkaureova pyramida, která se opět nachází několik set metrů jihozápadně od předešlé pyramidy. Východně od pyramid stojí Velká sfinga, největší socha na světě vytesaná z jednoho kusu kamene. Vedle těchto světově proslulých monumentů se zde nachází množství menších satelitních staveb, které jsou známé jako pyramidy královen.

### Chufuův pyramidový komplex

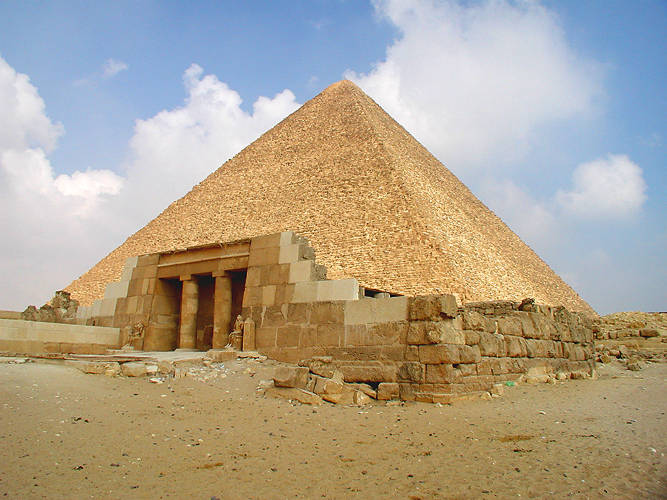
Chufuova pyramida

Pyramidový komplex krále Cheopse se skládal z údolního chrámu, který je v současnosti pohřben pod vesnicí Nazlet el-Samman (byly nalezeny čedičové chodníky a vápencové zdi, avšak celé staveniště nebylo odkryto). Údolní chrám navazoval na vzestupnou cestu, která však byla při výstavbě vesnice z velké části zničena. Tato cesta vedla do Chufuova zádušního chrámu. Z této stavby se dochovala pouze čedičová dlažba. Zádušní chrám byl spojen s faraonovou pyramidou. V blízkosti Velké pyramidy se nacházejí tři menší pyramidy určené pro královny a pět jam pro sluneční lodě. Ve dvou jámách nacházejících se na jižní straně pyramidy byly objeveny dvě neporušené lodě. Jedna z nich byla sestavena a nachází se ve zdejším muzeu. Samotná pyramida byla původně obložena kameny z bílého vápence, které byly těženy v nedalekých lomech, avšak z tohoto pláště se dochovalo pouze malé množství.

### Rachefův pyramidový komplex
Rachefův pyramidový komplex se skládá z údolního chrámu, který je rovněž nazýván jako chrám sfingy, vzestupné cesty, zádušního chrámu a samotné pyramidy. V údolním chrámu bylo nalezeno několik soch faraona Rachefa. Některé z nich objevil v roce 1860 francouzský egyptolog Auguste Mariette. V Rachefově komplexu se rovněž nachází pět jam určených pro sluneční lodě a rozvaliny satelitní pyramidy se serdabem. Rachefova pyramida se na první pohled zdá vyšší než hrobka faraona Chufua, neboť je výše položená a její stěny mají strmější sklon. Charakteristickým rysem této pyramidy je zbytek původního obložení, který se nachází na jejím vrcholu.

### Menkaureův pyramidový komplex
Menkaureův pyramidový komplex tvoří údolní chrám, vzestupná cesta, zádušní chrám a králova pyramida. V údolním chrámu bylo nalezeno několik soch faraona Menkaurea. Tento chrám byl později během 5. dynastie rozšířen. Další sochy byly objeveny v jeho zádušním chrámu. Na jižní straně pyramidy se nacházejí tři satelitní pyramidy, z nichž ta největší pravděpodobně patřila Menkaureově královské manželce Chamerernebtej II. Ze všech hlavních monumentů v Gíze nemá pouze Menkaureova pyramida žádné zbytky svého původního pláště.

### Sfinga

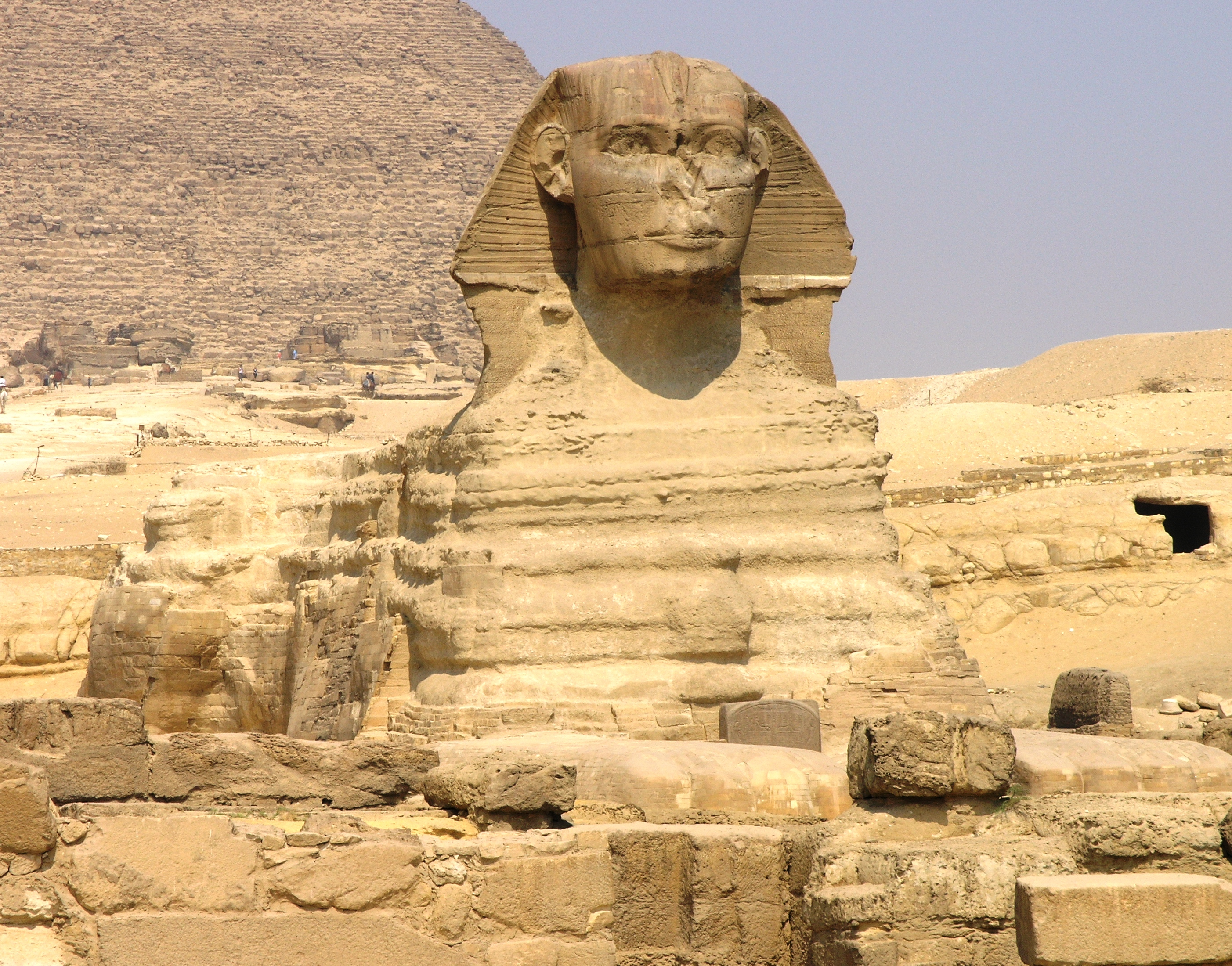
Velká sfinga

Sfinga představuje kolosální sochu ležícího lva s lidskou hlavou. Socha bývá nejčastěji spojována s faraonem Rachefem, neboť stojí vedle jeho údolního chrámu a vzestupné cesty. Podle některých vědců pochází spíše z období vlády krále Chufua či dokonce z doby ještě starší. Sfinga byla v období Nové říše považována za vyobrazení boha Horemacheta. Velká sfinga je největší sochou, která kdy byla vyrobena z jednoho kusu kamene.

### Hrobka královny Chentkaus I.
Královna Chentkaus I., která byla pravděpodobně dcerou krále Menkaurea, byla pohřbena v centrální částí gízské nekropole nedaleko Menkaureovy pyramidy. Její pyramidový komplex se skládal ze stupňovité pyramidy, jámy pro sluneční loď, údolního chrámu a pyramidového města.

## Vesnice dělníků
Během stavby pyramid bylo k těžbě, přesunu a usazení obrovského množství kamenů zapotřebí několik tisíc kvalifikovaných dělníků, nekvalifikovaných a podpůrných dělníků. Nepostradatelní byli rovněž pekaři, tesaři či například nosiči vody. Kolem těchto dělníků a jejich množství se vynořuje mnoho spekulací. Když řecký historik Hérodotos navštívil v roce 450 př. n. l. Gízu, bylo mu egyptskými kněžími řečeno, že „Velkou pyramidu stavělo 400 000 mužů po dobu dvaceti let, přičemž rok byl rozdělen na čtyři tříměsíční směny a v každé z nich pracovalo 100 000 dělníků.“ Důkazy z hrobek však naznačují, že zde pracovalo zhruba 10 000 dělníků na tříměsíčních směnách, a to po dobu třiceti let.
Vně Gízského pyramidového komplexu, který je obehnán kamennou zdí, našel americký archeolog Mark Lehner a jeho tým město, v němž tito dělníci bydleli. Tato vesnice je situována jihovýchodně od Rachefovy a Menkaureho pyramidy. Byly zde objeveny pozůstatky spacích místností, pekáren, pivovarů, kuchyní (které ukázaly, že mezi hlavní druhy stravy patřil chléb, hovězí a rybí maso), nemocnice a pohřebiště, kde byly nalezeny ostatky dělníků, na nichž byly patrné známky zranění, která si způsobili při stavbě pyramid. Vznik vesnice je datován do poloviny období 4. dynastie (2520–2472 př. n. l.). Ke vzniku této vesnice se vyjádřil její objevitel Mark Lehner následovně:
„Rozvoj tohoto městského komplexu musel být poměrně rychlý. Všechny stavby pravděpodobně vznikly v rozmezí 35 až 50 let, tedy v období vlády Rachefa a Menkaurea, stavitelů druhé a třetí pyramidy.“
Nástroje a fragmenty nástrojů z osídlení v Gíze zkoumal a publikoval český tým pod vedením egyptologa Martina Odlera a archeometalurga Jiřího Kmoška. Zjistil, že Egypťané v Gíze používali arsenovou měď. Výsledky byly potvrzeny stejným týmem i zkoumáním aktuálního materiálu z výzkumů Marka Lehnera.

## Pohřebiště

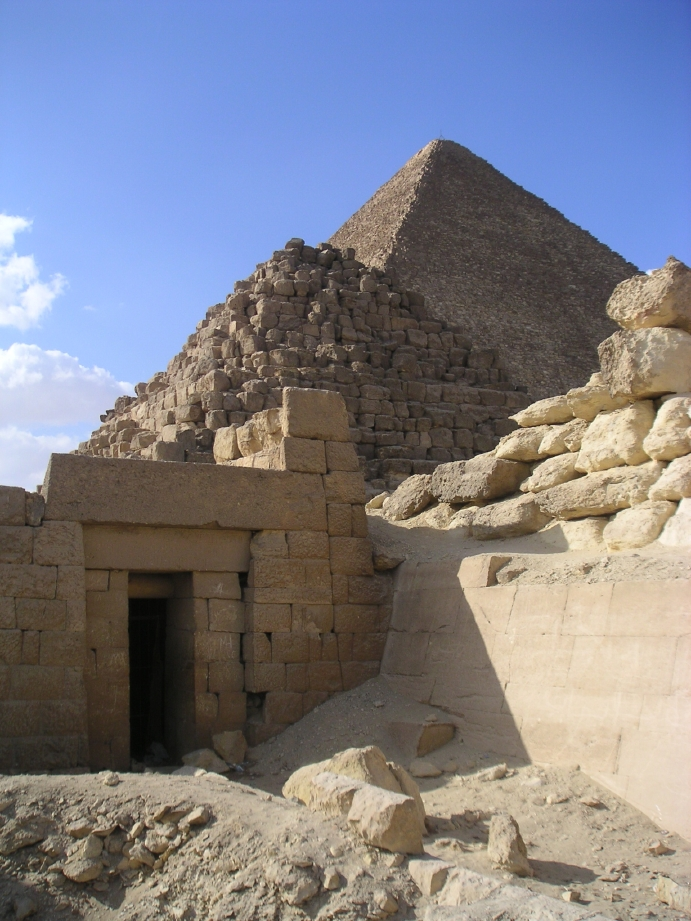
Mastaba prince Chufuchafa; v pozadí satelitní pyramida královny Henutsen a Velká pyramida

Když byly pyramidy postaveny, začaly kolem nich vznikat mastaby pro nižší členy královské rodiny. V blízkosti Chufuovy pyramidy se nachází hlavní pohřebiště G 7000, které leží na východní straně pyramidy. Tyto hřbitovy byly stavěny podél ulic a alejí. Pohřebiště G 7000 bylo jedno z nejranějších a obsahovalo hrobky manželek, synů a dcer vládců 4. dynastie. Na druhé straně pyramidy se nachází Západní pohřebiště, kde byly pohřbeni někteří Chufuovi synové a Hemiunu, vezír, který je považován za stavitele Velké pyramidy. Tyto hřbitovy byly dále rozšířeny v 5. a 6. dynastii. U jižního úpatí Chufuovy pyramidy se nachází pohřebiště označené jako GIS, které je datováno do období vlády faraona Menkaurea, avšak rovněž obsahuje kamenné mastaby z období 6. dynastie. Centrální pohřebiště se nachází nedaleko Racheofovy vzestupné cesty a obsahuje hrobky patřící členům královské rodiny z období 4. a 5. dynastie. Poslední lokalita se nazývá Jižní pohřebiště a obsahuje hrobky pocházející z 2., 3., 5. a 6. dynastie. V jižní části tohoto pohřebiště se nacházejí hrobky dokonce z 26. dynastie a pozdějších období.

### Hrobky stavitelů pyramid
Hrobky patřící stavebním dělníkům nalezl egyptský archeolog Zahi Hawass v roce 1990 nedaleko pyramid a další v jiné poloze byly objeveny v roce 2009. Přestože ostatky dělníků nebyly mumifikované, byly pohřbeny v cihlových hrobkách společně s chlebem a pivem. Blízká poloha těchto hrobů a způsob, jakým byli stavitelé pohřbíváni, podporuje názor, že byli placenými dělníky, pro které bylo ctí pracovat na královských pyramidách, a ne otroky, jak se dříve myslelo. Mýtus o otrocích, kteří stavěli pyramidy, byl rozšířen díky představám, že takto monumentální stavby nebylo možné postavit bez nucených prací. Důkazy nalezené v těchto hrobkách ukazují, že na stavbě pyramidy pracovalo v tříměsíčních směnách zhruba 10 000 dělníků, a to po dobu třiceti let.

### Pohřebiště v období Nové říše
V období Nové říše byla Gíza stále aktivním staveništěm. Na počátku 18. dynastie zde byla postavena cihlová svatyně, kterou nechal vybudovat pravděpodobně faraon Thutmose I. Amenhotep II. nechal v blízkosti Velké sfingy postavit chrám zasvěcený bohu Haurun-Horemachetovi. Pyramidy a sfingu rovněž navštívil Thutmose IV., který v té době byl ještě princem. Jelikož byl unaven, rozhodl se, že si odpočine ve stínu Velké sfingy. Ta k němu měla ve snu promluvit, že když vykope její tělo z písku, stane se princ v budoucnu králem. Tento příběh je zapsán na Stéle snu, kterou nechal Thutmose IV. vztyčit mezi nohama Velké sfingy. Faraon Tutanchamon zde postavil budovu, která je dnes označována za královo odpočinkové sídlo. Panovník 19. dynastie Sethi I. zde postavil chrám Haurun-Horemacheta a jeho syn Ramesse II. vztyčil ve svatyni před Velkou sfingou svoji stélu. Dále si zde přivlastnil sídlo krále Tutanchamona.